# Pico Ladrón
Pico Ladrón (en inglés: Ladron Peak) es un pico aislado, muy visible en el centro de Nuevo México, en los Estados Unidos situado a cerca de 50 millas (80 km) al suroeste de Albuquerque. El Pico Ladrón es el único pico importante en la cordillera compacta (en realidad un gran macizo), conocida como la Sierra Ladrones, que se encuentra entre el río Puerco al este y el río Salado hacia el suroeste.
A pesar de su forma cónica y su proximidad a los flujos de lava y volcanes pequeños, no es en sí mismo un volcán. El núcleo de la montaña es de granito precámbrico El punto más alto se eleva dramáticamente de su entorno en todos los lados. La cumbre alcanza casi los 4.500 pies (1.350 m) por encima del Valle del Río Grande, a 10 millas al este.